# Johny Placide
Johny Placide (ur. 29 stycznia 1988 w Montfermeil) – haitańsko-francuski piłkarz, występujący na pozycji bramkarza we francuskim klubie SC Bastia oraz w reprezentacji Haiti, której jest kapitanem. Uczestnik Copa América 2016. Były młodzieżowy reprezentant Francji.

## Kariera klubowa
Placide karierę rozpoczynał w 2000 roku jako junior w zespole Le Havre AC. W 2008 roku zadebiutował w drużynie zawodowej Le Havre AC na szczeblu Ligue 1. W następnym sezonie został członkiem zamiast Christophe Revault.
2 stycznia 2013 roku Johny podpisał 3–letni kontrakt z Stade de Reims.
W 2016 roku przeniósł się EA Guingamp. Później grał również w Oldham Athletic. Aktualnie reprezentuje barwy bułgarskiego Carsko Seło Sofia.
| Sezon   | Klub              | Kraj     | Rozgrywki      | Mecze | Bramki | Rozgrywki Europy | Mecze | Bramki |
| ------- | ----------------- | -------- | -------------- | ----- | ------ | ---------------- | ----- | ------ |
| 2008/09 | Le Havre AC       | Francja  | Ligue 1        | 4     | 0      | -                | -     | -      |
| 2009/10 | Le Havre AC       | Francja  | Ligue 2        | 30    | 0      | -                | -     | -      |
| 2010/11 | Le Havre AC       | Francja  | Ligue 2        | 34    | 0      | -                | -     | -      |
| 2011/12 | Le Havre AC       | Francja  | Ligue 2        | 23    | 0      | -                | -     | -      |
| 2012/13 | Le Havre AC       | Francja  | Ligue 2        | 6     | 0      | -                | -     | -      |
| 2012/13 | Stade de Reims    | Francja  | Ligue 1        | 4     | 0      | -                | -     | -      |
| 2013/14 | Stade de Reims    | Francja  | Ligue 1        | 4     | 0      | -                | -     | -      |
| 2014/15 | Stade de Reims    | Francja  | Ligue 1        | 22    | 0      | -                | -     | -      |
| 2015/16 | Stade de Reims    | Francja  | Ligue 1        | 19    | 0      | -                | -     | -      |
| 2016/17 | EA Guingamp       | Francja  | Ligue 1        | -     | -      | -                | -     | -      |
| 2017/18 | Oldham Athletic   | Anglia   | EFL League One | 36    | 0      | -                | -     | -      |
| 2019/20 | Carsko Seło Sofia | Bułgaria | Pyrwa liga     | 13    | 0      | -                | -     | -      |

Stan na: 28 kwietnia 2020 r.

## Kariera reprezentacyjna
W reprezentacji Haiti Placide zadebiutował w lutym 2011 roku. Aktualnie jest jej kapitanem. Został powołany na Złoty Puchar CONCACAF 2019, gdzie dotarł do półfinału rozgrywek.